# Thurner
Thurner, nebo také Thurner RS, byl německý sportovní automobil stejnojmenné automobilky. Vyráběl se v letech 1969 až 1974. Celkem bylo vyrobeno jen 121 kusů.

## Historie

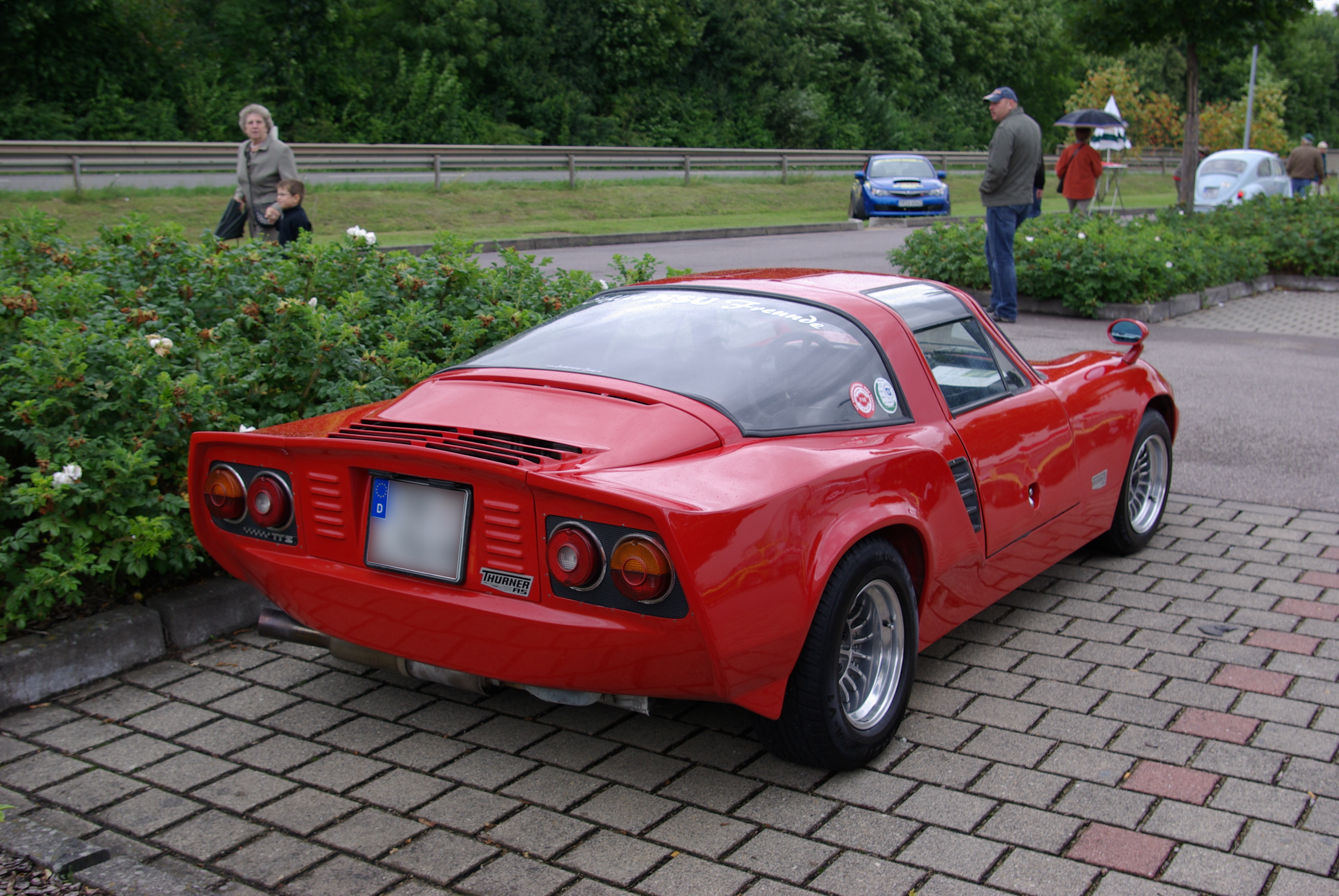
Thurner RS

Pojišťovací agent Rudolf Thurner začal sportovní automobily vyrábět v roce 1969 v budově bývalé textilní továrny ve městě Bernbeuren. Používal podvozek z vozu NSU 1200. Sportovní vozy měly nahoru výklopné dveře po vzoru Mercedesu 300SL. Motory z produkce NSU byly umístěny vzadu. Thurner plánoval později výrobu dalšího sportovního automobilu na bázi vozu Volkswagen Brouk, ten ale nepřekročil stádium prototypů.

## Popis
Thurner měl robustní trubkový podvozek. Vůz používal například motor NSU 1177 cm³ o výkonu 47,8 kW. Maximální rychlost byla 180 km/h. Motor byl navíc snadno udržovatelný.